# District de Darchula
Le district de Darchula (en népalais : दार्चुला जिल्लालाा) est l'un des 77 districts du Népal. Il est rattaché à la province de Sudurpashchim. La population du district s'élevait à 132 484 habitants en 2011.

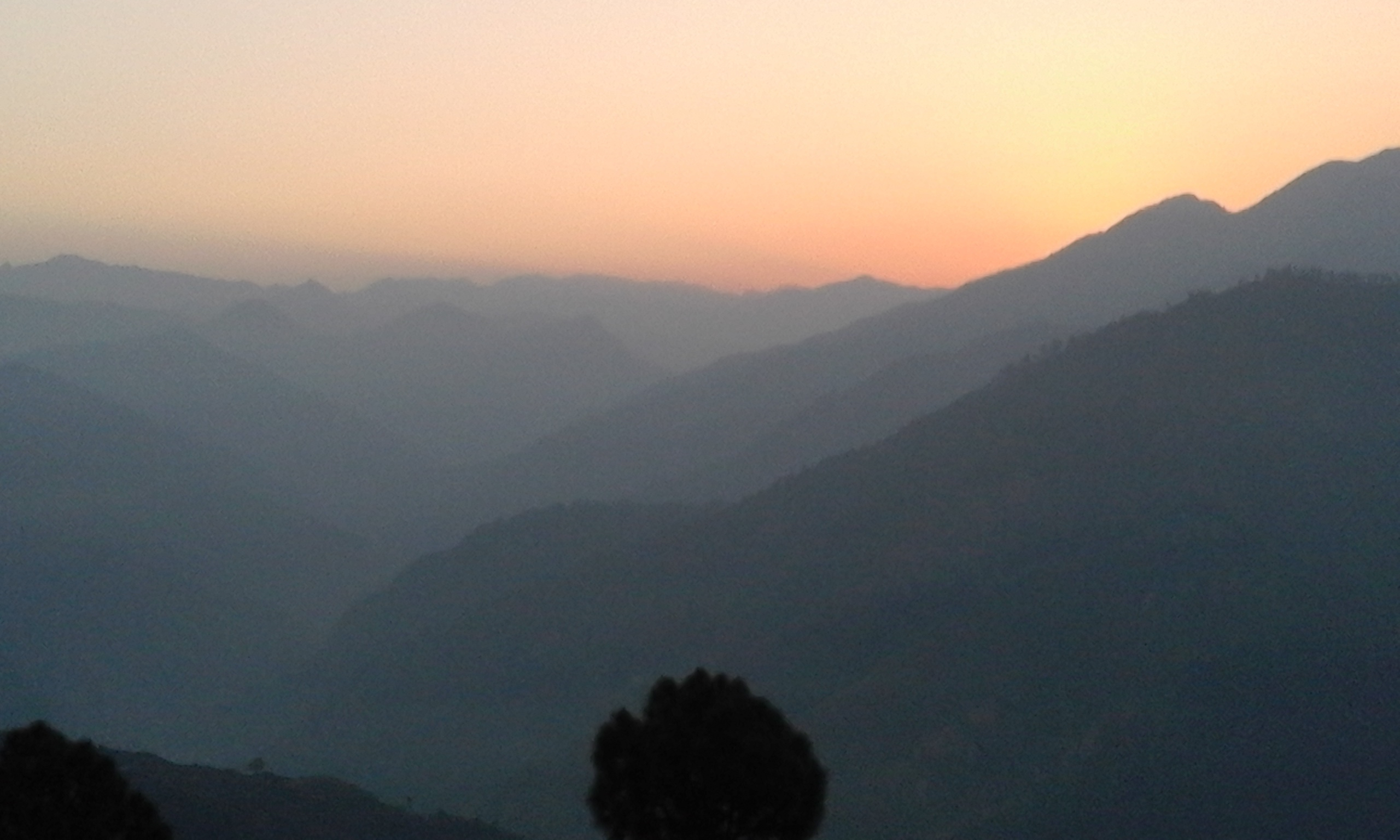
Vue du lever du soleil depuis Lekam, Darchula

## Histoire
Il faisait partie de la zone de Mahakali et de la région de développement Extrême-Ouest jusqu'à la réorganisation administrative de 2015 où ces entités ont disparu.

## Subdivisions administratives
Le district de Darchula est subdivisé en 9 unités de niveau inférieur, dont 2 municipalités et 8 gaunpalikas ou municipalités rurales.
| # | Nom            | Nom en népalais | Type         | Population (2011) | Superficie (km2) |
| - | -------------- | --------------- | ------------ | ----------------- | ---------------- |
| 1 | Mahakali       | महाकाली            | municipalité | 21 231            | 135,11           |
| 2 | Shailyashikhar | शैल्यशिखर          | municipalité | 22 060            | 117,81           |
| 3 | Malikarjun     | मालिकार्जुन          | gaunpalika   | 15 581            | 100,82           |
| 4 | Apihimal       | अपिहिमाल           | gaunpalika   | 6 779             | 613,95           |
| 5 | Duhu           | दुहुँ              | gaunpalika   | 10 818            | 65,35            |
| 6 | Naugad         | नौगाड             | gaunpalika   | 15 874            | 180,27           |
| 7 | Marma          | मार्मा             | gaunpalika   | 14 956            | 208,06           |
| 8 | Lekam          | लेकम             | gaunpalika   | 14 838            | 83,98            |
| 9 | Byans          | ब्याँस             | gaunpalika   | 10 347            | 839,26           |